# Seborgia relicta
Seborgia relicta är en kräftdjursart som beskrevs av John R. Holsinger 1980. Seborgia relicta ingår i släktet Seborgia och familjen Sebidae. Inga underarter finns listade i Catalogue of Life.